# Fletxa Valona 2020
La Fletxa Valona 2020, 84a edició de la Fletxa Valona, es va disputar el dimecres 30 de setembre de 2020, entre Herve i el Mur de Huy, sobre un recorregut de 202 kilòmetres. La cursa formava part de l'UCI World Tour 2020. Inicialment la cursa s'havia de disputar el 22 d'abril però fou posposada al setembre per culpa de la pandèmia de COVID-19.
La cursa fou guanyada pel suís Marc Hirschi (Team Sunweb), que s'imposà en els darrers metres d'ascensió al mur de Huy al francès Benoît Cosnefroy (AG2R La Mondiale) i al canadenc Michael Woods (EF Pro Cycling), segon i tercer respectivament.

## Recorregut
La cursa s'inicia a Herve i després de 202 km s'arriba al Mur de Huy. Durant el recorregut els ciclistes hauran de superar 10 ascensions, tres d'elles al Mur de Huy.
| Núm. | Nom                        | Longitud (m) | Pendent mitjà | Km    |
| ---- | -------------------------- | ------------ | ------------- | ----- |
| 1    | Cota de Trasenster         | 3.300        | 4,9 %         | 30,5  |
| 2    | Cota d'Ereffe              | 2.100        | 5 %           | 119,5 |
| 3    | Cota du chemin des Gueuses | 1.800        | 6,5 %         | 128,5 |
| 4    | Mur de Huy                 | 1.300        | 9,6 %         | 138,5 |
| 5    | Cota d'Ereffe              | 2.100        | 5 %           | 151   |
| 6    | Cota de chemin des Gueuses | 1.800        | 6,5 %         | 160,5 |
| 7    | Mur de Huy                 | 1.300        | 9,6 %         | 170   |
| 8    | Cota d'Ereffe              | 2.100        | 5 %           | 183   |
| 9    | Cota de chemin des Gueuses | 1.800        | 6,5 %         | 192,5 |
| 10   | Mur de Huy                 | 1.300        | 9,6 %         | 202   |

## Equips participants
En ser la Fletxa Valona una prova de l'UCI World Tour, els 19 World Tour són automàticament convidats i obligats a prendre-hi part. A banda sis equips són convidats a prendre-hi part.
| WorldTeams (19)- Deceuninck-Quick Step - Astana - UAE Team Emirates - Lotto Soudal - Bora-Hansgrohe - Trek-Segafredo - Team Sunweb - NTT Pro Cycling - Movistar Team - AG2R La Mondiale - Bahrain McLaren - Jumbo-Visma - Ineos Grenadiers - Groupama-FDJ - CCC Team - EF Pro Cycling - Cofidis - Mitchelton-Scott - Israel Start-Up Nation ProTeams (6)- Circus-Wanty Gobert - Sport Vlaanderen-Baloise - Bingoal-Wallonie Bruxelles - Alpecin-Fenix - Total Direct Énergie - Arkéa-Samsic |
| |

## Classificació final
| \| Classificació general \| Classificació general \| Classificació general \| Classificació general \| Classificació general \| \| Corredor \| Corredor \| Equip \| Temps \| \| \| --------------------- \| --------------------- \| ---------------------- \| --------------------- \| --------------------- \| \| 1r \| Marc Hirschi \| Team Sunweb \| 4h 49' 17" \| \| \| 2n \| Benoît Cosnefroy \| AG2R La Mondiale \| + 0" \| \| \| 3r \| Michael Woods \| EF Pro Cycling \| + 0" \| \| \| 4t \| Warren Barguil \| Arkéa-Samsic \| + 0" \| \| \| 5è \| Daniel Martin \| Israel Start-Up Nation \| + 0" \| \| \| 6è \| Michał Kwiatkowski \| Ineos Grenadiers \| + 0" \| \| \| 7è \| Patrick Konrad \| Bora-Hansgrohe \| + 5" \| \| \| 8è \| Richie Porte \| Trek-Segafredo \| + 5" \| \| \| 9è \| Tadej Pogačar \| UAE Team Emirates \| + 5" \| \| \| 10è \| Simon Geschke \| CCC Team \| + 10" \| \| |                    |                        |            |
| |                    |                        |            |
| Font: ProCyclingStats |                    |                        |            |
| Classificació general |                    |                        |            |
| Corredor | Corredor           | Equip                  | Temps      |
| 1r | Marc Hirschi       | Team Sunweb            | 4h 49' 17" |
| 2n | Benoît Cosnefroy   | AG2R La Mondiale       | + 0"       |
| 3r | Michael Woods      | EF Pro Cycling         | + 0"       |
| 4t | Warren Barguil     | Arkéa-Samsic           | + 0"       |
| 5è | Daniel Martin      | Israel Start-Up Nation | + 0"       |
| 6è | Michał Kwiatkowski | Ineos Grenadiers       | + 0"       |
| 7è | Patrick Konrad     | Bora-Hansgrohe         | + 5"       |
| 8è | Richie Porte       | Trek-Segafredo         | + 5"       |
| 9è | Tadej Pogačar      | UAE Team Emirates      | + 5"       |
| 10è | Simon Geschke      | CCC Team               | + 10"      |

## Llista de participants
| Deceuninck-Quick Step DQT | Deceuninck-Quick Step DQT | Deceuninck-Quick Step DQT |
| ------------------------- | ------------------------- | ------------------------- |
| Núm                       | Ciclista                  | Pos                       |
| 1                         | Bob Jungels (LUX)         | 70è                       |
| 2                         | Andrea Bagioli (ITA)      | 19è                       |
| 3                         | Rémi Cavagna (FRA)        | 81è                       |
| 4                         | Tim Declercq (BEL)        | 67è                       |
| 5                         | Dries Devenyns (BEL)      | 36è                       |
| 6                         | Ian Garrison (USA)        | 141è                      |
| 7                         | Mauri Vansevenant (BEL)   | 84è                       |

| Astana AST | Astana AST                    | Astana AST |
| ---------- | ----------------------------- | ---------- |
| Núm        | Ciclista                      | Pos        |
| 11         | Omar Fraile Matarranz (ESP)   | 27è        |
| 12         | Rodrigo Contreras (COL)       | 139è       |
| 13         | Jonas Gregaard Wilsly (DEN)   | NP         |
| 14         | Hugo Houle (CAN)              | 20è        |
| 15         | Gorka Izagirre Insausti (ESP) | 23è        |
| 16         | Merhawi Kudus (ERI)           | 46è        |

| UAE Team Emirates UAD | UAE Team Emirates UAD                   | UAE Team Emirates UAD |
| --------------------- | --------------------------------------- | --------------------- |
| Núm                   | Ciclista                                | Pos                   |
| 21                    | Tadej Pogačar (SLO)                     | 9è                    |
| 22                    | Andrés Camilo Ardila (COL)              | DNF                   |
| 23                    | Rui Alberto Faria da Costa (POR) (ruta) | 85è                   |
| 24                    | Sergio Henao Montoya (COL)              | 76è                   |
| 25                    | Cristian Camilo Muñoz (COL)             | DNF                   |
| 26                    | Jan Polanc (SLO)                        | 61è                   |
| 27                    | Edward Ravasi (ITA)                     | 143è                  |

| Lotto-Soudal LTS | Lotto-Soudal LTS         | Lotto-Soudal LTS |
| ---------------- | ------------------------ | ---------------- |
| Núm              | Ciclista                 | Pos              |
| 31               | Tim Wellens (BEL)        | 21è              |
| 32               | Stan Dewulf (BEL)        | 103è             |
| 33               | Frederik Frison (BEL)    | DNF              |
| 34               | Kobe Goossens (BEL)      | 63è              |
| 35               | Rémy Mertz (BEL)         | 138è             |
| 36               | Tosh Van der Sande (BEL) | 113è             |
| 37               | Brent Van Moer (BEL)     | 106è             |

| Bora-Hansgrohe BOH | Bora-Hansgrohe BOH       | Bora-Hansgrohe BOH |
| ------------------ | ------------------------ | ------------------ |
| Núm                | Ciclista                 | Pos                |
| 41                 | Lennard Kämna (GER)      | 62è                |
| 42                 | Patrick Gamper (AUT)     | 142è               |
| 43                 | Oscar Gatto (ITA)        | DNF                |
| 44                 | Patrick Konrad (AUT)     | 7è                 |
| 45                 | Jay McCarthy (AUS)       | 52è                |
| 46                 | Juraj Sagan (SVK) (ruta) | DNF                |
| 47                 | Ide Schelling (NED)      | 124è               |

| Trek-Segafredo TFS | Trek-Segafredo TFS     | Trek-Segafredo TFS |
| ------------------ | ---------------------- | ------------------ |
| Núm                | Ciclista               | Pos                |
| 51                 | Richie Porte (AUS)     | 8è                 |
| 52                 | Alexander Kamp (DEN)   | 118è               |
| 53                 | Juan Pedro López (ESP) | 128è               |
| 54                 | Michel Ries (LUX)      | 88è                |
| 55                 | Quinn Simmons (USA)    | 135è               |
| 56                 | Toms Skujiņš (LAT)     | 40è                |

| Team Sunweb SUN | Team Sunweb SUN       | Team Sunweb SUN |
| --------------- | --------------------- | --------------- |
| Núm             | Ciclista              | Pos             |
| 61              | Marc Hirschi (SUI)    | 1r              |
| 62              | Thymen Arensman (NED) | 99è             |
| 63              | Mark Donovan (GBR)    | 89è             |
| 64              | Felix Gall (AUT)      | DNF             |
| 65              | Robert Power (AUS)    | 51è             |
| 66              | Michael Storer (AUS)  | 78è             |
| 67              | Ilan Van Wilder (BEL) | 48è             |

| NTT Pro Cycling NTT | NTT Pro Cycling NTT         | NTT Pro Cycling NTT |
| ------------------- | --------------------------- | ------------------- |
| Núm                 | Ciclista                    | Pos                 |
| 71                  | Enrico Gasparotto (SUI)     | 30è                 |
| 72                  | Carlos Barbero Cuesta (ESP) | 98è                 |
| 73                  | Samuele Battistella (ITA)   | 114è                |
| 74                  | Benjamin Dyball (AUS)       | DNF                 |
| 75                  | Benjamin King (USA)         | 120è                |
| 76                  | Roman Kreuziger (CZE)       | DNF                 |
| 77                  | Gino Mäder (SUI)            | 83è                 |

| Movistar Team MOV | Movistar Team MOV              | Movistar Team MOV |
| ----------------- | ------------------------------ | ----------------- |
| Núm               | Ciclista                       | Pos               |
| 81                | Jorge Arcas (ESP)              | 69è               |
| 82                | Juan Diego Alba (COL)          | 126è              |
| 83                | Iñigo Elosegui (ESP)           | 123è              |
| 84                | Matteo Jorgenson (USA)         | 32è               |
| 85                | Eduard Prades i Reverter (ESP) | 53è               |
| 86                | José Joaquín Rojas Gil (ESP)   | 47è               |

| AG2R La Mondiale ALM | AG2R La Mondiale ALM      | AG2R La Mondiale ALM |
| -------------------- | ------------------------- | -------------------- |
| Núm                  | Ciclista                  | Pos                  |
| 91                   | Mikaël Cherel (FRA)       | 82è                  |
| 92                   | Clément Champoussin (FRA) | 24è                  |
| 93                   | Benoît Cosnefroy (FRA)    | 2n                   |
| 94                   | Mathias Frank (SUI)       | 91è                  |
| 95                   | Dorian Godon (FRA)        | 79è                  |
| 96                   | Quentin Jauregui (FRA)    | 92è                  |
| 97                   | Alexis Vuillermoz (FRA)   | 26è                  |

| Bahrain McLaren TBM | Bahrain McLaren TBM             | Bahrain McLaren TBM |
| ------------------- | ------------------------------- | ------------------- |
| Núm                 | Ciclista                        | Pos                 |
| 101                 | Mikel Landa Meana (ESP)         | 100è                |
| 102                 | Santiago Buitrago Sánchez (COL) | 43è                 |
| 103                 | Kevin Inkelaar (NED)            | 95è                 |
| 104                 | Matej Mohorič (SLO)             | 25è                 |
| 105                 | Wout Poels (NED)                | 16è                 |
| 106                 | Dylan Teuns (BEL)               | 75è                 |
| 107                 | Stephen Williams (GBR)          | 116è                |

| Jumbo-Visma TJV | Jumbo-Visma TJV        | Jumbo-Visma TJV |
| --------------- | ---------------------- | --------------- |
| Núm             | Ciclista               | Pos             |
| 111             | Tom Dumoulin (NED)     | DNF             |
| 112             | Laurens De Plus (BEL)  | 133è            |
| 113             | Lennard Hofstede (NED) | 31è             |
| 114             | Tom Leezer (NED)       | DNF             |
| 115             | Paul Martens (GER)     | 107è            |
| 116             | Jonas Vingegaard (DEN) | 71è             |

| Ineos Grenadiers IGD | Ineos Grenadiers IGD          | Ineos Grenadiers IGD |
| -------------------- | ----------------------------- | -------------------- |
| Núm                  | Ciclista                      | Pos                  |
| 121                  | Michał Kwiatkowski (POL)      | 6è                   |
| 122                  | Michał Gołaś (POL)            | DNF                  |
| 123                  | Ethan Hayter (GBR)            | 60è                  |
| 124                  | Sebastián Henao Gómez (COL)   | 110è                 |
| 125                  | Iván Ramiro Sosa Cuervo (COL) | DNF                  |
| 126                  | Cameron Wurf (AUS)            | 109è                 |

| Circus-Wanty Gobert CWG | Circus-Wanty Gobert CWG    | Circus-Wanty Gobert CWG |
| ----------------------- | -------------------------- | ----------------------- |
| Núm                     | Ciclista                   | Pos                     |
| 131                     | Jan Bakelants (BEL)        | 34è                     |
| 132                     | Thomas Degand (BEL)        | 112è                    |
| 133                     | Fabien Doubey (FRA)        | DNF                     |
| 134                     | Odd Christian Eiking (NOR) | NP                      |
| 135                     | Maurits Lammertink (NED)   | 38è                     |
| 136                     | Simone Petilli (ITA)       | 45è                     |
| 137                     | Kévin Van Melsen (BEL)     | DNF                     |

| Groupama-FDJ GFC | Groupama-FDJ GFC                   | Groupama-FDJ GFC |
| ---------------- | ---------------------------------- | ---------------- |
| Núm              | Ciclista                           | Pos              |
| 141              | Valentin Madouas (FRA)             | 11è              |
| 142              | Bruno Armirail (FRA)               | 56è              |
| 143              | Mathieu Ladagnous (FRA)            | DNF              |
| 144              | Rudy Molard (FRA)                  | 14è              |
| 145              | Sébastien Reichenbach (SUI) (ruta) | DNF              |
| 146              | Anthony Roux (FRA)                 | 55è              |
| 147              | Romain Seigle (FRA)                | DNF              |

| CCC Team CCC | CCC Team CCC               | CCC Team CCC |
| ------------ | -------------------------- | ------------ |
| Núm          | Ciclista                   | Pos          |
| 151          | Simon Geschke (GER)        | 10è          |
| 152          | William Barta (USA)        | 73è          |
| 153          | Alessandro De Marchi (ITA) | 86è          |
| 154          | Jan Hirt (CZE)             | 39è          |
| 155          | Michał Paluta (POL)        | 105è         |
| 156          | Georg Zimmermann (GER)     | 57è          |

| EF Pro Cycling EF1 | EF Pro Cycling EF1                 | EF Pro Cycling EF1 |
| ------------------ | ---------------------------------- | ------------------ |
| Núm                | Ciclista                           | Pos                |
| 161                | Daniel Martínez Poveda (COL)       | 13è                |
| 162                | Hugh Carthy (GBR)                  | DNF                |
| 163                | Sergio Higuita García (COL) (ruta) | DNF                |
| 164                | Alex Howes (USA)                   | 125è               |
| 165                | Jens Keukeleire (BEL)              | 94è                |
| 166                | Rigoberto Urán (COL)               | 80è                |
| 167                | Michael Woods (CAN)                | 3r                 |

| Cofidis COF | Cofidis COF                    | Cofidis COF |
| ----------- | ------------------------------ | ----------- |
| Núm         | Ciclista                       | Pos         |
| 171         | Jesús Herrada López (ESP)      | 15è         |
| 172         | Fernando Barceló Aragón (ESP)  | 121è        |
| 173         | Eddy Finé (FRA)                | 127è        |
| 174         | José Herrada López (ESP)       | 102è        |
| 175         | Victor Lafay (FRA)             | 64è         |
| 176         | Luis Ángel Maté Mardones (ESP) | 111è        |
| 177         | Pierre-Luc Périchon (FRA)      | 101è        |

| Mitchelton-Scott MTS | Mitchelton-Scott MTS   | Mitchelton-Scott MTS |
| -------------------- | ---------------------- | -------------------- |
| Núm                  | Ciclista               | Pos                  |
| 181                  | Nick Schultz (AUS)     | 18è                  |
| 182                  | Michael Albasini (SUI) | 49è                  |
| 183                  | Jack Bauer (NZL)       | 87è                  |
| 184                  | Tsgabu Grmay (ETH)     | 119è                 |
| 185                  | Daryl Impey (RSA)      | 108è                 |
| 186                  | Barnabás Peák (HUN)    | DNF                  |

| Sport Vlaanderen-Baloise SVB | Sport Vlaanderen-Baloise SVB | Sport Vlaanderen-Baloise SVB |
| ---------------------------- | ---------------------------- | ---------------------------- |
| Núm                          | Ciclista                     | Pos                          |
| 191                          | Thomas Sprengers (BEL)       | 54è                          |
| 192                          | Lindsay De Vylder (BEL)      | 140è                         |
| 193                          | Kevin Deltombe (BEL)         | 117è                         |
| 194                          | Julian Mertens (BEL)         | 93è                          |
| 195                          | Emiel Planckaert (BEL)       | 134è                         |
| 196                          | Aaron Van Poucke (BEL)       | 136è                         |
| 197                          | Jordi Warlop (BEL)           | DNF                          |

| Alpecin-Fenix AFC | Alpecin-Fenix AFC       | Alpecin-Fenix AFC |
| ----------------- | ----------------------- | ----------------- |
| Núm               | Ciclista                | Pos               |
| 201               | Louis Vervaeke (BEL)    | 22è               |
| 202               | Jimmy Janssens (BEL)    | 59è               |
| 203               | Kristian Sbaragli (ITA) | 29è               |
| 204               | Scott Thwaites (GBR)    | 96è               |
| 205               | Ben Tulett (GBR)        | 35è               |
| 206               | Petr Vakoč (CZE)        | 41è               |
| 207               | Otto Vergaerde (BEL)    | 131è              |

| Bingoal-Wallonie Bruxelles WVA | Bingoal-Wallonie Bruxelles WVA | Bingoal-Wallonie Bruxelles WVA |
| ------------------------------ | ------------------------------ | ------------------------------ |
| Núm                            | Ciclista                       | Pos                            |
| 211                            | Jelle Vanendert (BEL)          | 12è                            |
| 212                            | Laurens Huys (BEL)             | 33è                            |
| 213                            | Eliot Lietaer (BEL)            | 66è                            |
| 214                            | Arjen Livyns (BEL)             | 77è                            |
| 215                            | Kenny Molly (BEL)              | 68è                            |
| 216                            | Mathijs Paasschens (NED)       | 115è                           |
| 217                            | Dimitri Peyskens (BEL)         | 132è                           |

| Israel Start-Up Nation ISN | Israel Start-Up Nation ISN | Israel Start-Up Nation ISN |
| -------------------------- | -------------------------- | -------------------------- |
| Núm                        | Ciclista                   | Pos                        |
| 221                        | Daniel Martin (IRL)        | 5è                         |
| 222                        | Omer Goldstein (ISR)       | 122è                       |
| 223                        | Ben Hermans (BEL)          | DNF                        |
| 224                        | Reto Hollenstein (SUI)     | 129è                       |
| 225                        | Krists Neilands (LAT)      | 17è                        |
| 226                        | James Piccoli (CAN)        | 65è                        |
| 227                        | Rory Sutherland (AUS)      | 130è                       |

| Total Direct Énergie TDE | Total Direct Énergie TDE | Total Direct Énergie TDE |
| ------------------------ | ------------------------ | ------------------------ |
| Núm                      | Ciclista                 | Pos                      |
| 231                      | Jonathan Hivert (FRA)    | 44è                      |
| 232                      | Mathieu Burgaudeau (FRA) | 50è                      |
| 233                      | Valentin Ferron (FRA)    | 72è                      |
| 234                      | Marlon Gaillard (FRA)    | 137è                     |
| 235                      | Fabien Grellier (FRA)    | 90è                      |
| 236                      | Paul Ourselin (FRA)      | DNF                      |
| 237                      | Julien Simon (FRA)       | 28è                      |

| Arkéa-Samsic ARK | Arkéa-Samsic ARK           | Arkéa-Samsic ARK |
| ---------------- | -------------------------- | ---------------- |
| Núm              | Ciclista                   | Pos              |
| 241              | Warren Barguil (FRA)       | 4t               |
| 242              | Winner Anacona Gómez (COL) | 97è              |
| 243              | Franck Bonnamour (FRA)     | 42è              |
| 244              | Benjamin Declercq (BEL)    | 104è             |
| 245              | Romain Hardy (FRA)         | 37è              |
| 246              | Kévin Ledanois (FRA)       | 58è              |
| 247              | Łukasz Owsian (POL)        | 74è              |

| Deceuninck-Quick Step DQT | Deceuninck-Quick Step DQT | Deceuninck-Quick Step DQT |
| ------------------------- | ------------------------- | ------------------------- |
| Núm                       | Ciclista                  | Pos                       |
| 1                         | Bob Jungels (LUX)         | 70è                       |
| 2                         | Andrea Bagioli (ITA)      | 19è                       |
| 3                         | Rémi Cavagna (FRA)        | 81è                       |
| 4                         | Tim Declercq (BEL)        | 67è                       |
| 5                         | Dries Devenyns (BEL)      | 36è                       |
| 6                         | Ian Garrison (USA)        | 141è                      |
| 7                         | Mauri Vansevenant (BEL)   | 84è                       |

| Astana AST | Astana AST                    | Astana AST |
| ---------- | ----------------------------- | ---------- |
| Núm        | Ciclista                      | Pos        |
| 11         | Omar Fraile Matarranz (ESP)   | 27è        |
| 12         | Rodrigo Contreras (COL)       | 139è       |
| 13         | Jonas Gregaard Wilsly (DEN)   | NP         |
| 14         | Hugo Houle (CAN)              | 20è        |
| 15         | Gorka Izagirre Insausti (ESP) | 23è        |
| 16         | Merhawi Kudus (ERI)           | 46è        |

| UAE Team Emirates UAD | UAE Team Emirates UAD                   | UAE Team Emirates UAD |
| --------------------- | --------------------------------------- | --------------------- |
| Núm                   | Ciclista                                | Pos                   |
| 21                    | Tadej Pogačar (SLO)                     | 9è                    |
| 22                    | Andrés Camilo Ardila (COL)              | DNF                   |
| 23                    | Rui Alberto Faria da Costa (POR) (ruta) | 85è                   |
| 24                    | Sergio Henao Montoya (COL)              | 76è                   |
| 25                    | Cristian Camilo Muñoz (COL)             | DNF                   |
| 26                    | Jan Polanc (SLO)                        | 61è                   |
| 27                    | Edward Ravasi (ITA)                     | 143è                  |

| Lotto-Soudal LTS | Lotto-Soudal LTS         | Lotto-Soudal LTS |
| ---------------- | ------------------------ | ---------------- |
| Núm              | Ciclista                 | Pos              |
| 31               | Tim Wellens (BEL)        | 21è              |
| 32               | Stan Dewulf (BEL)        | 103è             |
| 33               | Frederik Frison (BEL)    | DNF              |
| 34               | Kobe Goossens (BEL)      | 63è              |
| 35               | Rémy Mertz (BEL)         | 138è             |
| 36               | Tosh Van der Sande (BEL) | 113è             |
| 37               | Brent Van Moer (BEL)     | 106è             |

| Bora-Hansgrohe BOH | Bora-Hansgrohe BOH       | Bora-Hansgrohe BOH |
| ------------------ | ------------------------ | ------------------ |
| Núm                | Ciclista                 | Pos                |
| 41                 | Lennard Kämna (GER)      | 62è                |
| 42                 | Patrick Gamper (AUT)     | 142è               |
| 43                 | Oscar Gatto (ITA)        | DNF                |
| 44                 | Patrick Konrad (AUT)     | 7è                 |
| 45                 | Jay McCarthy (AUS)       | 52è                |
| 46                 | Juraj Sagan (SVK) (ruta) | DNF                |
| 47                 | Ide Schelling (NED)      | 124è               |

| Trek-Segafredo TFS | Trek-Segafredo TFS     | Trek-Segafredo TFS |
| ------------------ | ---------------------- | ------------------ |
| Núm                | Ciclista               | Pos                |
| 51                 | Richie Porte (AUS)     | 8è                 |
| 52                 | Alexander Kamp (DEN)   | 118è               |
| 53                 | Juan Pedro López (ESP) | 128è               |
| 54                 | Michel Ries (LUX)      | 88è                |
| 55                 | Quinn Simmons (USA)    | 135è               |
| 56                 | Toms Skujiņš (LAT)     | 40è                |

| Team Sunweb SUN | Team Sunweb SUN       | Team Sunweb SUN |
| --------------- | --------------------- | --------------- |
| Núm             | Ciclista              | Pos             |
| 61              | Marc Hirschi (SUI)    | 1r              |
| 62              | Thymen Arensman (NED) | 99è             |
| 63              | Mark Donovan (GBR)    | 89è             |
| 64              | Felix Gall (AUT)      | DNF             |
| 65              | Robert Power (AUS)    | 51è             |
| 66              | Michael Storer (AUS)  | 78è             |
| 67              | Ilan Van Wilder (BEL) | 48è             |

| NTT Pro Cycling NTT | NTT Pro Cycling NTT         | NTT Pro Cycling NTT |
| ------------------- | --------------------------- | ------------------- |
| Núm                 | Ciclista                    | Pos                 |
| 71                  | Enrico Gasparotto (SUI)     | 30è                 |
| 72                  | Carlos Barbero Cuesta (ESP) | 98è                 |
| 73                  | Samuele Battistella (ITA)   | 114è                |
| 74                  | Benjamin Dyball (AUS)       | DNF                 |
| 75                  | Benjamin King (USA)         | 120è                |
| 76                  | Roman Kreuziger (CZE)       | DNF                 |
| 77                  | Gino Mäder (SUI)            | 83è                 |

| Movistar Team MOV | Movistar Team MOV              | Movistar Team MOV |
| ----------------- | ------------------------------ | ----------------- |
| Núm               | Ciclista                       | Pos               |
| 81                | Jorge Arcas (ESP)              | 69è               |
| 82                | Juan Diego Alba (COL)          | 126è              |
| 83                | Iñigo Elosegui (ESP)           | 123è              |
| 84                | Matteo Jorgenson (USA)         | 32è               |
| 85                | Eduard Prades i Reverter (ESP) | 53è               |
| 86                | José Joaquín Rojas Gil (ESP)   | 47è               |

| AG2R La Mondiale ALM | AG2R La Mondiale ALM      | AG2R La Mondiale ALM |
| -------------------- | ------------------------- | -------------------- |
| Núm                  | Ciclista                  | Pos                  |
| 91                   | Mikaël Cherel (FRA)       | 82è                  |
| 92                   | Clément Champoussin (FRA) | 24è                  |
| 93                   | Benoît Cosnefroy (FRA)    | 2n                   |
| 94                   | Mathias Frank (SUI)       | 91è                  |
| 95                   | Dorian Godon (FRA)        | 79è                  |
| 96                   | Quentin Jauregui (FRA)    | 92è                  |
| 97                   | Alexis Vuillermoz (FRA)   | 26è                  |

| Bahrain McLaren TBM | Bahrain McLaren TBM             | Bahrain McLaren TBM |
| ------------------- | ------------------------------- | ------------------- |
| Núm                 | Ciclista                        | Pos                 |
| 101                 | Mikel Landa Meana (ESP)         | 100è                |
| 102                 | Santiago Buitrago Sánchez (COL) | 43è                 |
| 103                 | Kevin Inkelaar (NED)            | 95è                 |
| 104                 | Matej Mohorič (SLO)             | 25è                 |
| 105                 | Wout Poels (NED)                | 16è                 |
| 106                 | Dylan Teuns (BEL)               | 75è                 |
| 107                 | Stephen Williams (GBR)          | 116è                |

| Jumbo-Visma TJV | Jumbo-Visma TJV        | Jumbo-Visma TJV |
| --------------- | ---------------------- | --------------- |
| Núm             | Ciclista               | Pos             |
| 111             | Tom Dumoulin (NED)     | DNF             |
| 112             | Laurens De Plus (BEL)  | 133è            |
| 113             | Lennard Hofstede (NED) | 31è             |
| 114             | Tom Leezer (NED)       | DNF             |
| 115             | Paul Martens (GER)     | 107è            |
| 116             | Jonas Vingegaard (DEN) | 71è             |

| Ineos Grenadiers IGD | Ineos Grenadiers IGD          | Ineos Grenadiers IGD |
| -------------------- | ----------------------------- | -------------------- |
| Núm                  | Ciclista                      | Pos                  |
| 121                  | Michał Kwiatkowski (POL)      | 6è                   |
| 122                  | Michał Gołaś (POL)            | DNF                  |
| 123                  | Ethan Hayter (GBR)            | 60è                  |
| 124                  | Sebastián Henao Gómez (COL)   | 110è                 |
| 125                  | Iván Ramiro Sosa Cuervo (COL) | DNF                  |
| 126                  | Cameron Wurf (AUS)            | 109è                 |

| Circus-Wanty Gobert CWG | Circus-Wanty Gobert CWG    | Circus-Wanty Gobert CWG |
| ----------------------- | -------------------------- | ----------------------- |
| Núm                     | Ciclista                   | Pos                     |
| 131                     | Jan Bakelants (BEL)        | 34è                     |
| 132                     | Thomas Degand (BEL)        | 112è                    |
| 133                     | Fabien Doubey (FRA)        | DNF                     |
| 134                     | Odd Christian Eiking (NOR) | NP                      |
| 135                     | Maurits Lammertink (NED)   | 38è                     |
| 136                     | Simone Petilli (ITA)       | 45è                     |
| 137                     | Kévin Van Melsen (BEL)     | DNF                     |

| Groupama-FDJ GFC | Groupama-FDJ GFC                   | Groupama-FDJ GFC |
| ---------------- | ---------------------------------- | ---------------- |
| Núm              | Ciclista                           | Pos              |
| 141              | Valentin Madouas (FRA)             | 11è              |
| 142              | Bruno Armirail (FRA)               | 56è              |
| 143              | Mathieu Ladagnous (FRA)            | DNF              |
| 144              | Rudy Molard (FRA)                  | 14è              |
| 145              | Sébastien Reichenbach (SUI) (ruta) | DNF              |
| 146              | Anthony Roux (FRA)                 | 55è              |
| 147              | Romain Seigle (FRA)                | DNF              |

| CCC Team CCC | CCC Team CCC               | CCC Team CCC |
| ------------ | -------------------------- | ------------ |
| Núm          | Ciclista                   | Pos          |
| 151          | Simon Geschke (GER)        | 10è          |
| 152          | William Barta (USA)        | 73è          |
| 153          | Alessandro De Marchi (ITA) | 86è          |
| 154          | Jan Hirt (CZE)             | 39è          |
| 155          | Michał Paluta (POL)        | 105è         |
| 156          | Georg Zimmermann (GER)     | 57è          |

| EF Pro Cycling EF1 | EF Pro Cycling EF1                 | EF Pro Cycling EF1 |
| ------------------ | ---------------------------------- | ------------------ |
| Núm                | Ciclista                           | Pos                |
| 161                | Daniel Martínez Poveda (COL)       | 13è                |
| 162                | Hugh Carthy (GBR)                  | DNF                |
| 163                | Sergio Higuita García (COL) (ruta) | DNF                |
| 164                | Alex Howes (USA)                   | 125è               |
| 165                | Jens Keukeleire (BEL)              | 94è                |
| 166                | Rigoberto Urán (COL)               | 80è                |
| 167                | Michael Woods (CAN)                | 3r                 |

| Cofidis COF | Cofidis COF                    | Cofidis COF |
| ----------- | ------------------------------ | ----------- |
| Núm         | Ciclista                       | Pos         |
| 171         | Jesús Herrada López (ESP)      | 15è         |
| 172         | Fernando Barceló Aragón (ESP)  | 121è        |
| 173         | Eddy Finé (FRA)                | 127è        |
| 174         | José Herrada López (ESP)       | 102è        |
| 175         | Victor Lafay (FRA)             | 64è         |
| 176         | Luis Ángel Maté Mardones (ESP) | 111è        |
| 177         | Pierre-Luc Périchon (FRA)      | 101è        |

| Mitchelton-Scott MTS | Mitchelton-Scott MTS   | Mitchelton-Scott MTS |
| -------------------- | ---------------------- | -------------------- |
| Núm                  | Ciclista               | Pos                  |
| 181                  | Nick Schultz (AUS)     | 18è                  |
| 182                  | Michael Albasini (SUI) | 49è                  |
| 183                  | Jack Bauer (NZL)       | 87è                  |
| 184                  | Tsgabu Grmay (ETH)     | 119è                 |
| 185                  | Daryl Impey (RSA)      | 108è                 |
| 186                  | Barnabás Peák (HUN)    | DNF                  |

| Sport Vlaanderen-Baloise SVB | Sport Vlaanderen-Baloise SVB | Sport Vlaanderen-Baloise SVB |
| ---------------------------- | ---------------------------- | ---------------------------- |
| Núm                          | Ciclista                     | Pos                          |
| 191                          | Thomas Sprengers (BEL)       | 54è                          |
| 192                          | Lindsay De Vylder (BEL)      | 140è                         |
| 193                          | Kevin Deltombe (BEL)         | 117è                         |
| 194                          | Julian Mertens (BEL)         | 93è                          |
| 195                          | Emiel Planckaert (BEL)       | 134è                         |
| 196                          | Aaron Van Poucke (BEL)       | 136è                         |
| 197                          | Jordi Warlop (BEL)           | DNF                          |

| Alpecin-Fenix AFC | Alpecin-Fenix AFC       | Alpecin-Fenix AFC |
| ----------------- | ----------------------- | ----------------- |
| Núm               | Ciclista                | Pos               |
| 201               | Louis Vervaeke (BEL)    | 22è               |
| 202               | Jimmy Janssens (BEL)    | 59è               |
| 203               | Kristian Sbaragli (ITA) | 29è               |
| 204               | Scott Thwaites (GBR)    | 96è               |
| 205               | Ben Tulett (GBR)        | 35è               |
| 206               | Petr Vakoč (CZE)        | 41è               |
| 207               | Otto Vergaerde (BEL)    | 131è              |

| Bingoal-Wallonie Bruxelles WVA | Bingoal-Wallonie Bruxelles WVA | Bingoal-Wallonie Bruxelles WVA |
| ------------------------------ | ------------------------------ | ------------------------------ |
| Núm                            | Ciclista                       | Pos                            |
| 211                            | Jelle Vanendert (BEL)          | 12è                            |
| 212                            | Laurens Huys (BEL)             | 33è                            |
| 213                            | Eliot Lietaer (BEL)            | 66è                            |
| 214                            | Arjen Livyns (BEL)             | 77è                            |
| 215                            | Kenny Molly (BEL)              | 68è                            |
| 216                            | Mathijs Paasschens (NED)       | 115è                           |
| 217                            | Dimitri Peyskens (BEL)         | 132è                           |

| Israel Start-Up Nation ISN | Israel Start-Up Nation ISN | Israel Start-Up Nation ISN |
| -------------------------- | -------------------------- | -------------------------- |
| Núm                        | Ciclista                   | Pos                        |
| 221                        | Daniel Martin (IRL)        | 5è                         |
| 222                        | Omer Goldstein (ISR)       | 122è                       |
| 223                        | Ben Hermans (BEL)          | DNF                        |
| 224                        | Reto Hollenstein (SUI)     | 129è                       |
| 225                        | Krists Neilands (LAT)      | 17è                        |
| 226                        | James Piccoli (CAN)        | 65è                        |
| 227                        | Rory Sutherland (AUS)      | 130è                       |

| Total Direct Énergie TDE | Total Direct Énergie TDE | Total Direct Énergie TDE |
| ------------------------ | ------------------------ | ------------------------ |
| Núm                      | Ciclista                 | Pos                      |
| 231                      | Jonathan Hivert (FRA)    | 44è                      |
| 232                      | Mathieu Burgaudeau (FRA) | 50è                      |
| 233                      | Valentin Ferron (FRA)    | 72è                      |
| 234                      | Marlon Gaillard (FRA)    | 137è                     |
| 235                      | Fabien Grellier (FRA)    | 90è                      |
| 236                      | Paul Ourselin (FRA)      | DNF                      |
| 237                      | Julien Simon (FRA)       | 28è                      |

| Arkéa-Samsic ARK | Arkéa-Samsic ARK           | Arkéa-Samsic ARK |
| ---------------- | -------------------------- | ---------------- |
| Núm              | Ciclista                   | Pos              |
| 241              | Warren Barguil (FRA)       | 4t               |
| 242              | Winner Anacona Gómez (COL) | 97è              |
| 243              | Franck Bonnamour (FRA)     | 42è              |
| 244              | Benjamin Declercq (BEL)    | 104è             |
| 245              | Romain Hardy (FRA)         | 37è              |
| 246              | Kévin Ledanois (FRA)       | 58è              |
| 247              | Łukasz Owsian (POL)        | 74è              |